# Чемпіонат Андорри з футболу 2019—2020
Чемпіонат Андорри 2019—2020 — 25-й сезон чемпіонату Андорри з футболу. Свій перший титул здобув Інтер (Ескальдес-Енгордань).

## Регламент
Чемпіонат проходить в два етапи. На першому всі учасники грають між собою у 3 кола (21 тур). Матчі «вдома» і «на виїзді» є символічними, бо всі поєдинки проходять на декількох стадіонах, не прив'язаних до клубів. Після завершення регулярного чемпіонату клуби розділені на дві групи. Ті, котрі посідають місця з 1-го по 4-те змагаються за чемпіонський титул та місця в єврокубках. Відповідно клуби які посідають з 5-го по 8-е місце виборюють право лишитися у Прімері. В результаті клуб, який посідає 8 місце, понижається в класі, а клуб, який посідає 7 місце, грає перехідні поєдинки з клубом, який займає 2 місце в Сегунді.

## Учасники
| Команда           | Місто               |
| ----------------- | ------------------- |
| Енгордані         | Ескальдес-Енгордань |
| Атлетік Ескальдес | Ескальдес-Енгордань |
| Інтер             | Ескальдес-Енгордань |
| Каррой            | Андорра-ла-Велья    |
| Ордіно            | Ордіно              |
| Санта-Колома      | Санта-Колома        |
| Сан-Жулія         | Сант-Жулія-де-Лорія |
| Уніо Еспортива    | Санта-Колома        |

## Перший етап

### Турнірна таблиця
| Поз | Команда                     | І  | В  | Н | П  | ГЗ | ГП | РГ  | О  | Кваліфікація                     |
| --- | --------------------------- | -- | -- | - | -- | -- | -- | --- | -- | -------------------------------- |
| 1   | Інтер (Ескальдес-Енгордань) | 21 | 14 | 5 | 2  | 37 | 13 | +24 | 47 | участь у чемпіонському раунді    |
| 2   | Санта-Колома                | 21 | 13 | 5 | 3  | 43 | 11 | +32 | 44 | участь у чемпіонському раунді    |
| 3   | Сан-Жулія                   | 21 | 11 | 3 | 7  | 26 | 23 | +3  | 36 | участь у чемпіонському раунді    |
| 4   | Енгордані                   | 21 | 10 | 5 | 6  | 33 | 26 | +7  | 35 | участь у чемпіонському раунді    |
| 5   | Уніо Еспортива              | 21 | 9  | 5 | 7  | 25 | 23 | +2  | 32 | участь у кваліфікаційному раунді |
| 6   | Атлетік Ескальдес           | 21 | 6  | 5 | 10 | 23 | 27 | −4  | 23 | участь у кваліфікаційному раунді |
| 7   | Ордіно                      | 21 | 2  | 3 | 16 | 15 | 52 | −37 | 9  | участь у кваліфікаційному раунді |
| 8   | Каррой                      | 21 | 2  | 3 | 16 | 11 | 38 | −27 | 9  | участь у кваліфікаційному раунді |

### Результати
|                             | 1       | 2       | 3       | 4       | 5       | 6       | 7       | 8       |
| Атлетік Ескальдес           |         | 1-2     | 2-0 1-1 | 1-2     | 1-3 0-1 | 2-0 2-0 | 0-0     | 0-1 0-2 |
| Каррой                      | 0-0 1-2 |         | 0-3 1-2 | 0-3     | 1-2     | 1-1 1-2 | 0-2     | 0-3     |
| Енгордані                   | 3-1     | 3-1     |         | 1-1     | 1-1 2-3 | 3-1 3-1 | 2-5 0-1 | 1-1 1-1 |
| Санта-Колома                | 2-0 5-0 | 1-0 4-0 | 0-1 2-0 |         | 1-1     | 1-0     | 0-1     | 2-0     |
| Інтер (Ескальдес-Енгордань) | 1-2     | 2-0 2-0 | 2-0     | 1-0 1-1 |         | 1-0 5-0 | 1-0     | 1-1 1-3 |
| Ордіно                      | 1-1     | 2-2     | 1-2     | 0-5 0-3 | 0-5     |         | 1-3 1-3 | 2-1 0-2 |
| Сан-Жулія                   | 1-0 0-4 | 1-0 1-0 | 0-3     | 0-3 1-1 | 0-0 0-1 | 3-2     |         | 3-0     |
| Уніо Еспортива              | 1-1     | 1-0 0-1 | 0-1     | 1-0 1-4 | 0-2     | 1-0     | 2-2 3-1 |         |

## Другий етап

### Чемпіонський раунд
| Поз | Команда                         | І  | В  | Н | П  | ГЗ | ГП | РГ  | О  | Кваліфікація                  |
| --- | ------------------------------- | -- | -- | - | -- | -- | -- | --- | -- | ----------------------------- |
| 1   | Інтер (Ескальдес-Енгордань) (C) | 24 | 15 | 7 | 2  | 41 | 14 | +27 | 52 | Ліга чемпіонів УЄФА 2020—2021 |
| 2   | Санта-Колома                    | 24 | 15 | 6 | 3  | 48 | 12 | +36 | 51 | Ліга Європи УЄФА 2020—2021    |
| 3   | Енгордані                       | 24 | 11 | 6 | 7  | 35 | 29 | +6  | 39 |                               |
| 4   | Сан-Жулія                       | 24 | 11 | 3 | 10 | 27 | 30 | −3  | 36 |                               |

Результати
|                             | 1   | 2   | 3   | 4   |
| --------------------------- | --- | --- | --- | --- |
| Енгордані                   |     |     | 0-0 |     |
| Санта-Колома                | 2-0 |     | 1-1 |     |
| Інтер (Ескальдес-Енгордань) |     |     |     | 3-0 |
| Сан-Жулія                   | 1-2 | 0-2 |     |     |

### Кваліфікаційний раунд
| Поз | Команда           | І  | В  | Н | П  | ГЗ | ГП | РГ  | О  | Пониження |
| --- | ----------------- | -- | -- | - | -- | -- | -- | --- | -- | --------- |
| 5   | Уніо Еспортива    | 24 | 11 | 6 | 7  | 34 | 26 | +8  | 39 |           |
| 6   | Атлетік Ескальдес | 24 | 8  | 6 | 10 | 32 | 29 | +3  | 30 |           |
| 7   | Каррой (Q)        | 24 | 3  | 3 | 18 | 14 | 42 | −28 | 12 | Плей-оф   |
| 8   | Ордіно (R)        | 24 | 2  | 3 | 19 | 15 | 64 | −49 | 9  | Вибув     |

Результати
|                   | 5   | 6   | 7   | 8   |
| ----------------- | --- | --- | --- | --- |
| Атлетік Ескальдес |     |     | 4-0 |     |
| Каррой            | 0-2 |     |     |     |
| Ордіно            |     | 0-2 |     | 0-5 |
| Уніо Еспортива    | 2-2 | 2-1 |     |     |

## Плей-оф
| Команда 1     | Рахунок | Команда 2 |
| ------------- | ------- | --------- |
| 1 серпня 2020 |         |           |
| Ла-Массана    | 1:4     | Каррой    |